# 南山城 (備後国)
南山城（みなみやまじょう）は、広島県三次市向江田町菅田と和知町との間にあった日本の城（山城）。構築年代、城主など不明な点が多い。
1527年の細沢山の戦いで尼子経久率いる尼子方が使用した。